# 大英帝国奖章
大英帝国奖章，舊稱大英帝国卓越服務獎章（British Empire Medal for Meritorious Service），是一款由英國君主頒發，旨在表揚卓越的公务员和军人的英國獎章。現行的獎章設於1922年，以取代設於1917年原屬於大英帝國勳章一部份的舊獎章。